# Laura Fermi
Pour les articles homonymes, voir Fermi.
Laura Capon Fermi (16 juin 1907 à Rome - 26 décembre 1977 à Chicago) est une écrivaine et militante pour la paix américaine d'origine italienne. Elle est également l'épouse du physicien Enrico Fermi.

## Biographie
Laura Capon naquit à Rome en 1907. Elle rencontra Enrico Fermi alors qu'elle étudiait à l'université La Sapienza de Rome. Les deux se marièrent en 1928. Ils eurent deux enfants : Nella, une fille (1931-1995), et Giulio, un garçon (1936-1997).
Elle est la fille de l’amiral Augusto Capon, déporté en 1943 et mort à Auschwitz.
En 1938, la famille Fermi décida de fuir l'Italie fasciste de Benito Mussolini, car Laura était juive. Ils se rendirent en Suède, où Enrico Fermi reçut son prix Nobel de physique, et quittèrent Stockholm pour se rendre directement aux États-Unis. Ils furent naturalisés américains en 1944.
Après la mort d'Enrico en 1954, Laura devint femme de lettres et militante pour la paix. Elle publia un ouvrage sur sa vie avec Enrico, Atoms in the Family: My Life with Enrico Fermi. D'autres ouvrages suivirent.
Elle meurt en 1977.

## Publications
- (en) Laura Fermi, Atoms in the Family : My Life with Enrico Fermi, Chicago, Illinois, University of Chicago Press, 1954 (réimpr. 1995), 277 p. (ISBN 0-88318-524-5, 0-226-24367-2 et 9780226243672, OCLC 537507, présentation en ligne)
- (en) Atoms for the World: United States participation in the Conference on the Peaceful uses of Atomic Energy, University of Chicago Press, 1957.  (ISBN 0-88318-524-5)
- (en) Mussolini, University of Chicago Press, 1961
- (en) The Story of Atomic Energy, Random House, 1961
- (en) (avec Gilberto Bernardini), Galileo and the Scientific Revolution, Basic Books, 1961.   (ISBN 0-486-43226-2)
- (en) Illustrious Immigrants: The Intellectual Migration from Europe 1930-41, University of Chicago Press, 1968.  (ISBN 0-226-24378-8)